# Rabenau (Hessen)
Rabenau település Németországban, Hessen tartományban. Lakosainak száma 5157 fő (2023. december 31.). Rabenau Grünberg és Reiskirchen községekkel határos.

## Népesség
A település népességének változása:
| Lakosok száma | 5057 | 5018 | 5053 | 5154 | 5157 |
|               | 2017 | 2019 | 2021 | 2022 | 2023 |